# Grotte d'El Mirón
La grotte d'El Mirón est un site archéologique situé dans la commune de Ramales de la Victoria dans la communauté autonome de Cantabrie en Espagne,.
Cette cavité contient un important site paléoanthropologique, ainsi que des représentations d'art pariétal, du Paléolithique supérieur. Son importance est grande car elle recueille en permanence des vestiges entre l'actuel et le Moustérien. Elle a été classée Bien d'intérêt culturel en 2006 (RI-55-0000884).

## Description
Découverte en 1903 par les archéologues amateurs Hermilio Alcalde del Río et Lorenzo Sierra, elle fait partie de la Zona arqueológica de Ramales (es), comme la grotte de Covalanas. Parmi les œuvres d'art les plus importantes, on trouve les gravures d'un cheval et peut-être d'un bison.

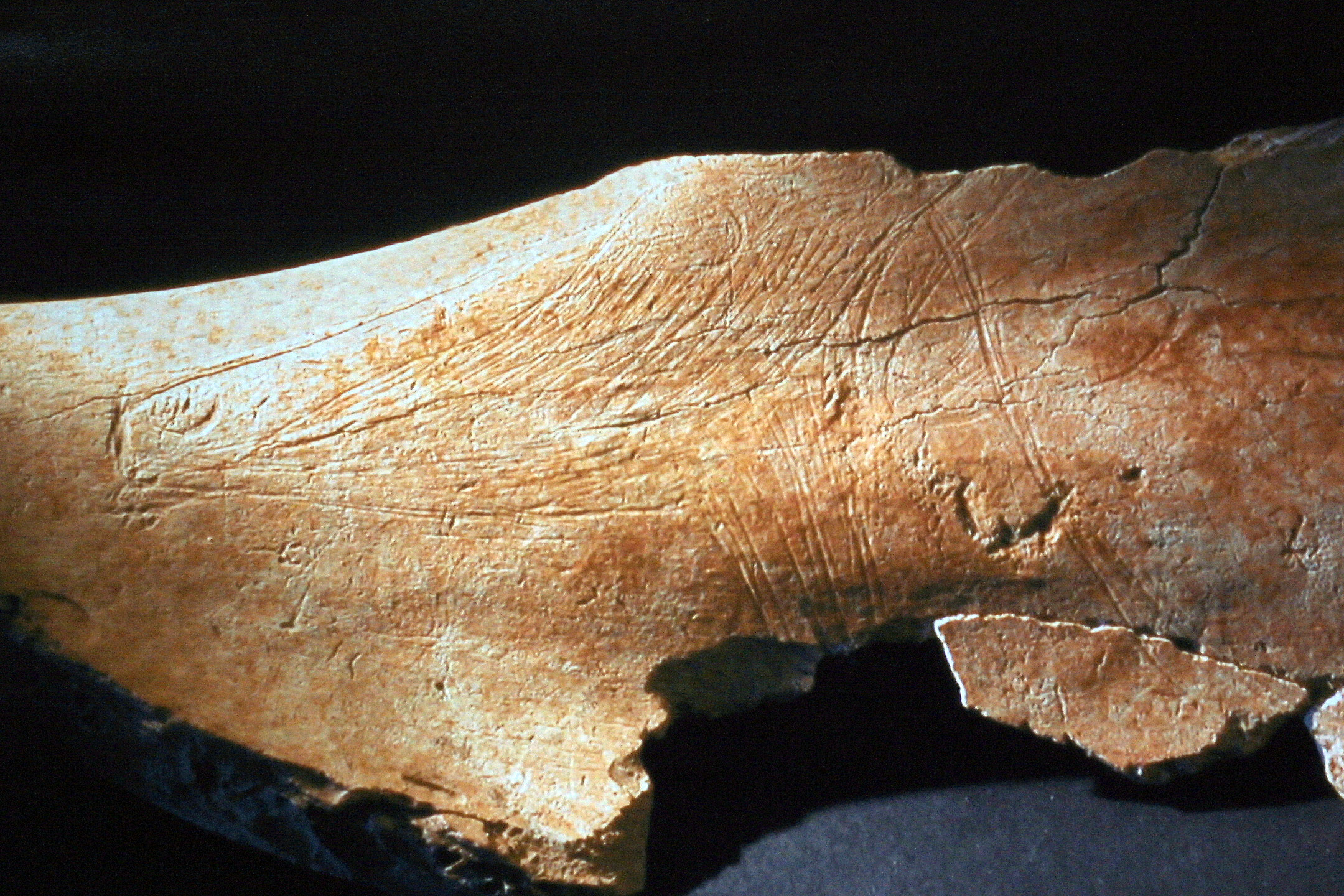
Omoplate qui contient une gravure parfaitement définie d'une tête de biche en bon état.

La campagne de fouilles réalisée à l'été 2010 dans la grotte de Mirón a permis la découverte de ce qui pourrait être la première sépulture magdalénienne trouvée dans la péninsule ibérique. Il s'agit d'une sépulture secondaire, dans laquelle certains os du squelette apparaissent désordonnés et recouverts d'ocre, cette dernière pratique étant courante dans les rituels funéraires du Paléolithique supérieur, et un détail qui a conduit les chercheurs à envisager la datation possible des restes retrouvés, appartenant probablement à un jeune adulte de petite taille.
Le directeur des fouilles de Mirón était le professeur de l'Université de Cantabrie , Manuel González Morales, qui a travaillé aux côtés de Lawrence G. Straus, de l'Université du Nouveau-Mexique, entre autres. González Morales a réalisé des campagnes de 1996 à 2011, avec le financement du Département de la Culture, du Tourisme et des Sports du Gouvernement de Cantabrie, du Ministère de l'Éducation, de la Fondation Marcelino Botín et des Fondations américaines Leakey et Nationale pour la Science, en plus des dons faits par le romancier Jean M. Auel, auteur de Le Clan de l'Ours des cavernes, et le soutien logistique et technique de l'Institut International de Recherche Préhistorique de Cantabrie.

### La Dame rouge d'El Mirón
Les os retrouvés (une mâchoire complète, de nombreux restes du squelette post-crânien, des vertèbres, des côtes et plusieurs phalanges) ont été retrouvés recouverts d'un bloc de pierre gravé à côté d'un mur de grotte et entouré de petits feux de joie. La datation au carbone 14 a donné aux restes un âge d'environ 18 500 ans.

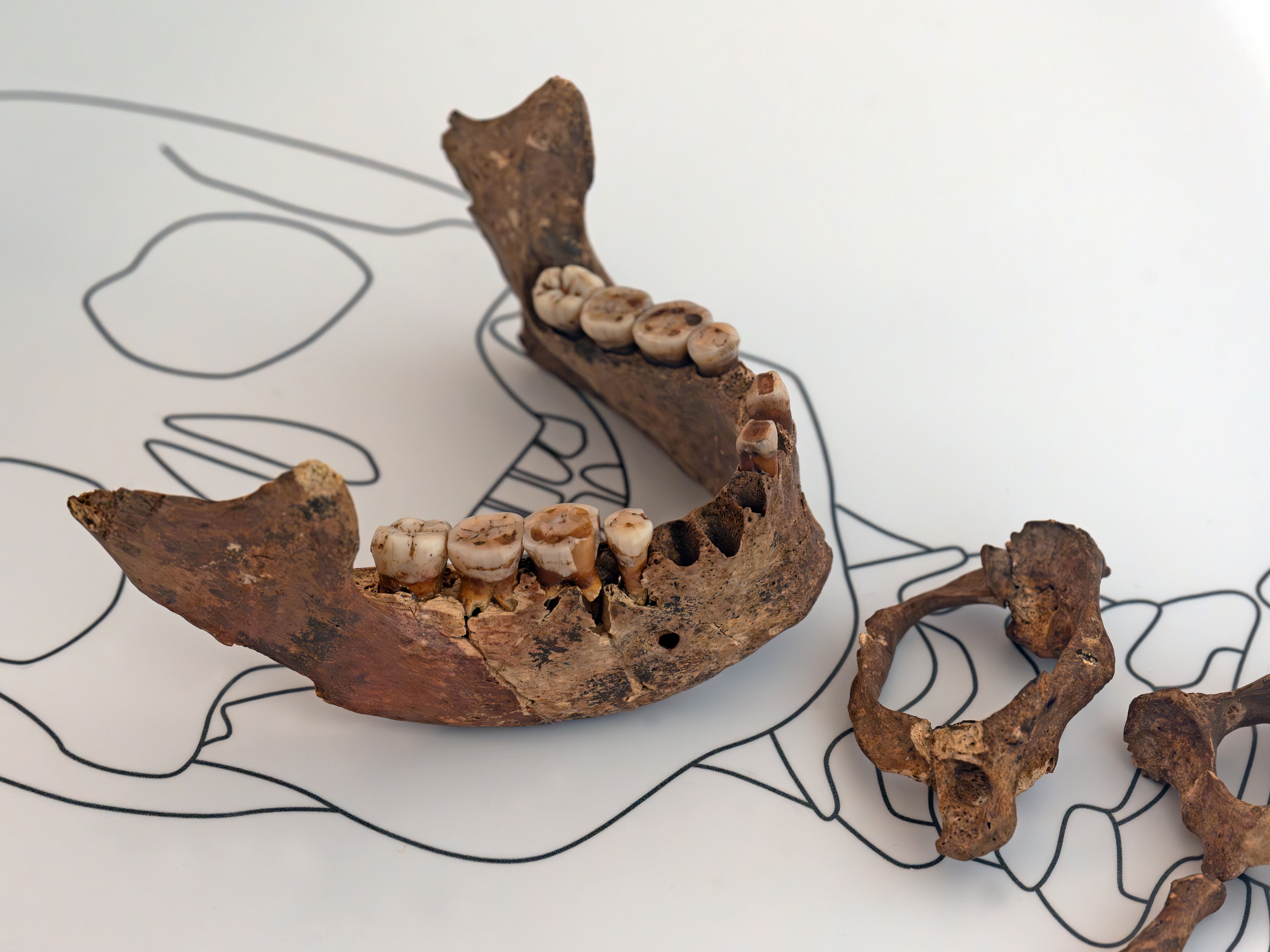
Mâchoire inférieure et vertèbres cervicales de la Dama Roja.

La découverte de la Dame rouge d'El Mirón  a une grande importance scientifique car elle permet d'obtenir des informations sur les populations humaines qui ont habité la zone cantabrique à la fin du Paléolithique supérieur, y compris des données sur l'ADN, les caractéristiques anthropologiques, le régime alimentaire et les pathologies possibles, ainsi que les rituels funéraires. Tous les éléments trouvés aux alentours, notamment les vestiges de feux de bois et la peinture de couleur ocre sur les os, ont conduit à penser qu'il s'agissait d'une sépulture rituelle du Magdalénien (entre 15 000 et 8 000 ans), présentant des caractéristiques similaires à la Dame rouge de Paviland, trouvée au Pays de Galles, selon les découvreurs. On a également émis l'hypothèse que les restes ne sont pas complets car ils ont été en partie dévorés par des animaux et altérés par le fait d'avoir été situés à côté d'une ancienne fouille réalisée par des chasseurs de trésors. Le directeur a toutefois indiqué que le site était presque intact car les techniques utilisées par l'équipe de chercheurs étaient beaucoup plus sélectives que celles utilisées dans d'autres sites aux caractéristiques similaires en Europe.
Les recherches dans la grotte de Mirón, considérée comme l'un des sites les plus importants de la côte cantabrique, ont permis d'obtenir une quantité importante de données et de connaissances au fil des années de fouilles sur les établissements humains de la période paléolithique (entre 42 000 et 4 000 ans), dans un site que González Morales a défini en 2011 comme une source inépuisable d'information.